# Robert Josef Bloch

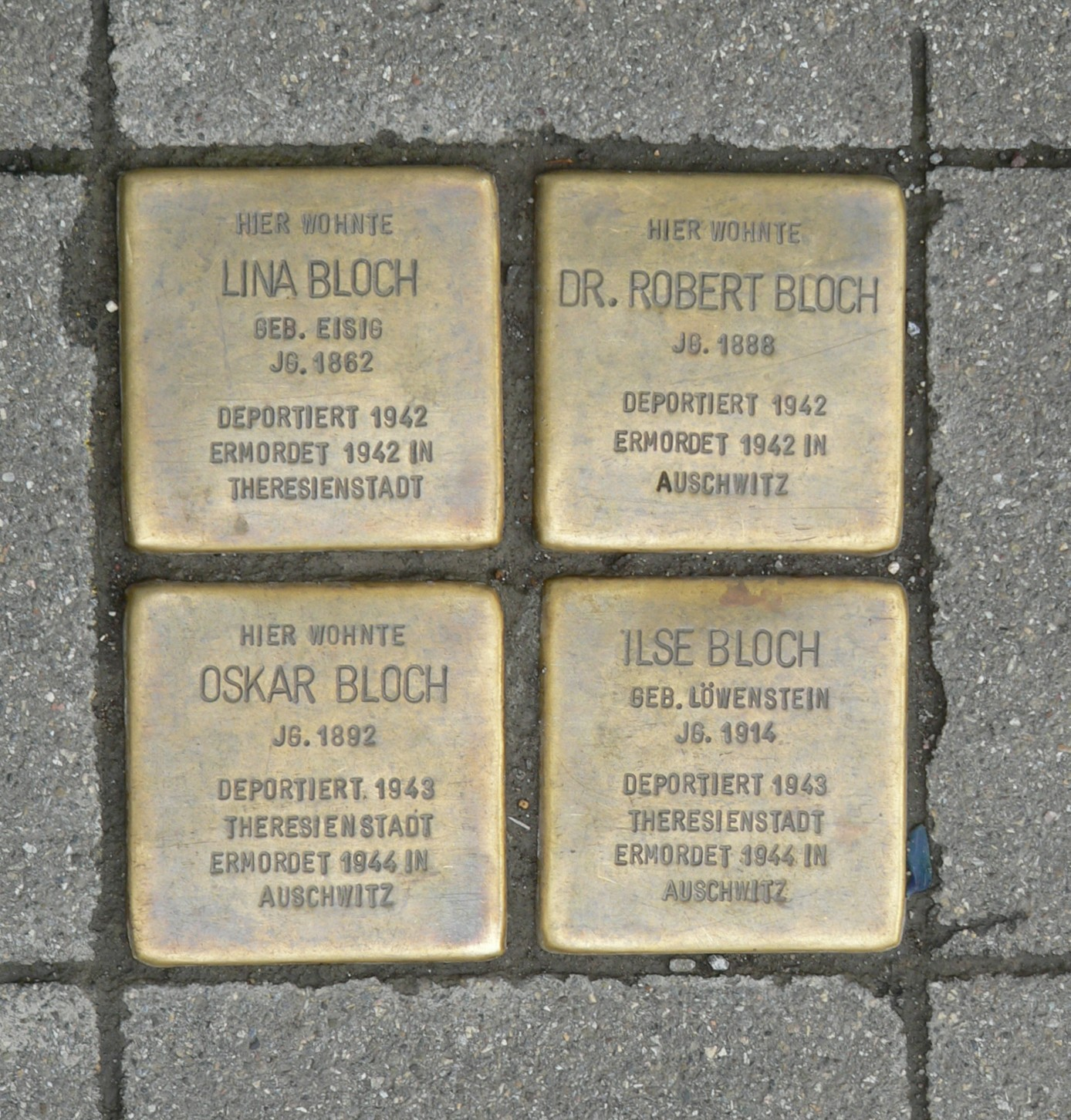
Stolpersteine für die Familie Bloch

Robert Josef Bloch (* 8. Juli 1888 in Stuttgart; † 1942 im KZ Auschwitz) war ein deutscher Jurist.

## Leben
Robert Bloch war der ältere von zwei Söhnen des Stuttgarter Textilienhändlers Salomon (Sally) Bloch (* 14. Juni 1856 in Gailingen; † 5. Oktober 1927) und dessen Ehefrau Lina, geb. Eisig (* 4. April 1862 in Heilbronn; † 25. September 1942 im KZ Theresienstadt). Er studierte Rechtswissenschaften in Tübingen, Heidelberg und Berlin. 1911 legte er die erste und 1915 die zweite Justizdienstprüfung ab. Bereits 1913 wurde er in Heidelberg zum Dr. iur. promoviert. Er wurde am 1. Oktober 1916 Gerichtsassessor im württembergischen Justizdienst. Ab dem 1. November 1924 arbeitete er als Amtsrichter in Waiblingen, 1927 kam er ans Landgericht Stuttgart und ab dem 17. September 1928 war er Amtsrichter am Amtsgericht Stuttgart I. Später wurde er Hilfsrichter beim Landgericht Stuttgart. 
Bloch veröffentlichte Ende der 1920er Jahre das Handwörterbuch der Aufwertungsrechtsprechung und zusammen mit Eugen Boxler 1928 das Werk Wirtschaftspolizei. Sammlung von Reichsgesetzen und Verordnungen wirtschaftsstrafrechtlichen Inhalts.
Er wohnte von 1927 bis 1933 in der Silberburgstraße 55 in Stuttgart. Diese Wohnstatt musste er aufgeben, nachdem er am 11. August 1933 aufgrund des Berufsbeamtengesetzes entlassen worden war. Er zog wieder in die Johannesstraße 66, wo seine verwitwete Mutter wohl schon seit 1905 wohnte und der Vater das Geschäft S. Bloch jr. betrieben hatte. Bis 1936 konnte er noch als Devisenberater arbeiten, danach hatte er nur noch die Erlaubnis, jüdische Auswanderer zu beraten. Ansonsten erhielt er noch bis November 1938 eine geringe finanzielle Unterstützung. Aus der Johannesstraße 66 wurde die Familie 1940 oder 1941 in die Breitscheidstraße 35 (damals: Militärstraße) umquartiert. 
Als 1941 das Auswanderungsverbot in Kraft trat, fiel seine letzte Erwerbsquelle weg. Robert Bloch wurde, schwer krank, am 13. Juli 1942 nach Auschwitz deportiert, wo er wahrscheinlich bald nach seiner Ankunft ermordet wurde. Martin Rieger, der Präsident des Landgerichts Stuttgart, hatte versucht bei der Gestapo zu intervenieren und die Deportation Blochs zu verhindern, was jedoch nur dazu führte, dass Rieger 1943 vorzeitig in den Ruhestand treten musste.

## Familie

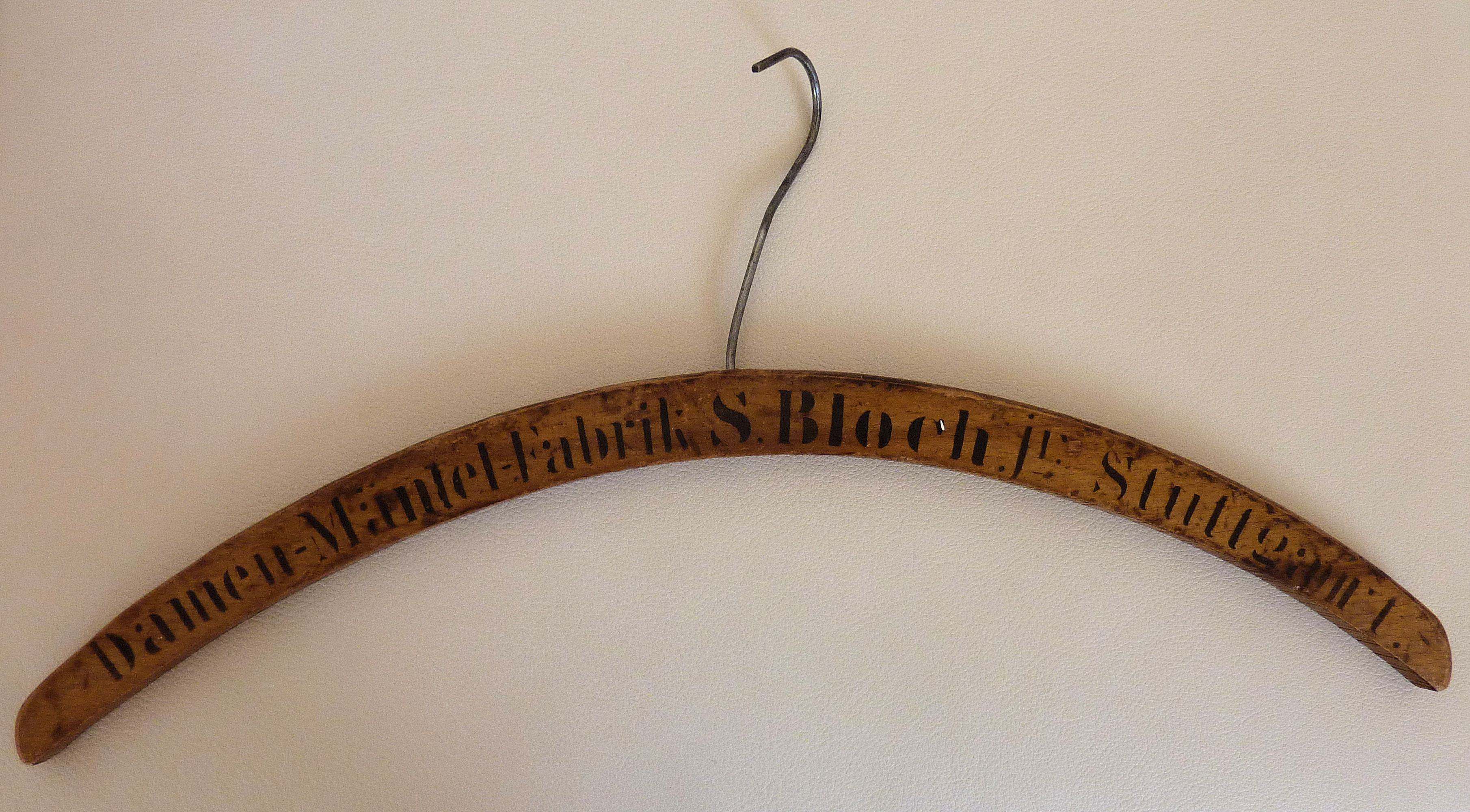
Kleiderbügel mit der Inschrift „Damen-Mantel-Fabrik S. Bloch jr. Stuttgart“

Robert Josef Bloch hatte einen jüngeren Bruder namens Oskar Eugen Bloch (* 14. April 1892 in Stuttgart). Dieser schlug die kaufmännische Laufbahn ein. Er war Teilhaber der 1875 gegründeten Tuchgroßhandlung Hermann Stern, die sich zunächst in der Schellingstraße 11 befand. Ab 1937 führte er das Geschäft von seiner Wohnung aus: Er hatte zwar zeitweise in der Johannesstraße 74 gewohnt, war jedoch schon 1929 wieder zurück zu seiner Mutter gezogen. Im Alter von 50 Jahren heiratete Oskar Bloch die 28-jährige Ilse Löwenstein (* 4. Januar 1914 in Tübingen). Am 18. Juni 1943 wurde das Ehepaar nach Theresienstadt deportiert; Oskar Bloch wurde am 16. Oktober 1944 nach Auschwitz gebracht und dort ermordet, wie auch seine Ehefrau eine Woche später.
Lina Bloch war wahrscheinlich 1905 mit ihrem Mann und den beiden Söhnen in die Johannesstraße 66 gezogen. Sie wurde Teilhaberin der dort ansässigen Firma S. Bloch jr., nachdem Sally Bloch gestorben war. Aus dem Haus in der Johannesstraße wurde sie wie ihre Söhne in die Breitscheidstraße 35 umquartiert. Am 11. August 1942 musste sie in die Lauffener Straße 12 in Sontheim ziehen, ehe sie am 22. August 1942 von Stuttgart aus nach Theresienstadt gebracht wurde, wo sie etwa einen Monat später im Alter von 80 Jahren umkam. Vor dem Haus Johannesstraße 66 wurden vier Stolpersteine für die Familie Bloch verlegt.